# Mónica Navarro
Mónica Navarro (Buenos Aires, 30 de octubre de 1968) actriz, compositora, cantante, vocal coach, directora de LAB VOZ escuela de canto, conductora de televisión y radio. Es una reconocida exponente del tango y el rock en el Río de la Plata. Sus trabajos discográficos fueron reconocidos a nivel nacional e internacional, Su álbum Calle fue nominado a los Premios Grammy Latinos de 2014 como Mejor álbum de tango. Coach vocal en La Voz Kids Uruguay 2023

## Biografía
Comenzó sus estudios teatrales en Argentina y completó su formación como actriz en "Teatro uno" y "Alambique escuela de acción teatral" en Uruguay. Sus docentes de referencia fueron: Nelly Goitiño, Ana Corti, Luis Cerminara, Alberto Restuccia, Fernando Toja, entre otros. 
En 1989, viajó durante una larga gira a Montevideo con la obra teatral "La lección de anatomía" y más tarde se radicó en Uruguay. 
En 1997, Tabaré Rivero la convocó para formar parte de La Tabaré, donde desempeñó el rol de cantante durante una década, hasta 2007.
En el año 2000, recibió el Premio Amarcord a la mejor voz, marcando el inicio de su carrera como solista. En 2007, grabó su primer disco en vivo "Paquetito de tangos", con el que ganó el Premio Graffiti al Mejor álbum de tango en 2008. Su álbum "Calle", lanzado en 2013, fue nominado al Grammy Latino en la categoría de Mejor álbum de tango.
En 2019 regresa al rock fusionándolo con folklore latinoamericano en "Maldigo". El álbum fue presentado en un show en vivo en el Teatro Solís el 6 de junio de 2019.
Actuó en escenarios de renombre como: Teatro Solís, el Auditorio Nacional del Sodre Dra. Adela Reta, Centro Cultural Kirchner, la Sala Zitarrosa, Teatro Macció. Festivales: Cosquin rock, Vive Latino, Pilsen rock, Montevideo rock, Festival de tango de Buenos Aires, entre otros. 
Participó en la película "Zanahoria" dirigida por Enrique Buchichio y en el cortometraje para cine "Fine", bajo la dirección de Ana Laura Obispo. 
Fue conductora durante 3 temporadas, del programa "Blister" junto a Max Capote en Tevé Ciudad, que recibió mención destacada dentro de los Premios Graffiti como mejor programa en apoyo a la música uruguaya. Condujo "Tangos encantados" en el mismo canal, dirigido por Martín Borteiro.
A lo largo de su carrera, compartió escenarios con destacados artistas como: Amelita Baltar, Ana Prada, Maia Castro, Malena Muyala , Laura Canoura, Kermesse Redonda, "Dino" Gastón Ciarlo, Rubén Rada, Eduardo Darnauchans, Fernando Cabrera, La Trampa, La Vela Puerca, La Triple Nelson, Once Tiros, Guatusi, Luis Alberto Spinetta, Fito Páez,  La Polla Records , Molotov, Rubén Juárez, Sexteto Mayor, entre otros. Fue convocada en reiteradas ocasiones por la Orquesta Filarmónica de Montevideo  para homenajear la música popular uruguaya.
Realizó shows en distintas partes del mundo: Corea, España, Argentina, Brasil, Chile, Colombia, entre otros y varias giras nacionales.
Tomó clases de canto y pedagogía aplicada al canto con docentes de Uruguay y el mundo: Rachel Black, Ariel Coelho, Nelly Pacheco, Mercedes Bassi, Nicolas Amato, Nora Faiman, Diego Imperiale, Maria José Bentancur. Estudió pedagogía vocal contemporánea en distintas metodologías y está en constante actualización. 
Fue docente de música en las ENFAS Escuela Nacional de formación artística en danza contemporánea. En 2023 formó parte del programa televisivo realizado por Canal 10 "La Voz Kids" como vocal coach del equipo de Alex Ubago.
Progonizó junto a Gabriela Iribarren en cortometraje Adiós a mi T2t1 dirigido por Andrea Treszczan.
Es directora y fundadora de Lab Voz escuela de canto, espacio donde implementa sus conocimientos escénicos y vocales. Desde hace 8 años conduce en RNU Radio Nacional Uruguay "Nos sobran los motivos" junto a Aris Idiartegaray, espacio dedicado a la cultura del Uruguay.

## Formación artística y reconocimientos
- Egresada en la escuela de teatro Eduarto Abbate (1988) Argentina
- Egresada de la escuela de acción teatral Alambique (1993)
- Egresada de la escuela superior Teatro Uno (1993)
- Ganadora del premio Amarcord a "la voz tanguera" (2000)
- Becada por la Sociedad uruguaya de artistas intérpretes "perfeccionamiento artístico en canto" Docente Nelly Pacheco (2003)
- Formó parte del equipo docente de la Fundación Eduardo Mateo como profesora de canto (2007)
- "Producción y management" docente Esteban Cabbana (2008)
- Ganadora por los premios Graffiti en la categoría "mejor album de tango" con Paquetito de tangos (2008)
- "Prensa y difusión de espectáculos" docente Esteban Cabanna (2009)
- Becada por la Sociedad uruguaya de artistas intérpretes "Movimiento del sonido" Profesora Ana Corti (2009)
- Forma parte del elenco de La Fura Dels Baus en el espectáculo CERO (2011)
- "Canto: Solfeo entonado, principios básicos de piano". Profesora Cecilia Latorre docente catedrática de canto en la escuela universitaria de música Udelar (2013)
- Premio de la cultura uruguaya, Morosoli de bronce como música de tango  (2013)
- Premios  nacionales de música "segundo puesto en composición: categoría tango" obra Línea B (2014)
- Nominación Latin Grammy  "mejor álbum de tango" disco Calle (2014)
- Becada por el Ministerio de educación y cultura "beca de creación Justino Zavala Muniz nivel 2 categoría música" Fondo de estímulo a la formación y creación artística "FEFCA" (2014)
- Ganadora del premio AUREA en la categoría "trayectoria en la música" (2014)
- Reconocida como mujer del año - Juan Herrera producciones (2014)
- Ganadora premios Graffiti en la categoría "mejor álbum de tango" con su disco Calle (2014)
- Asesora musical de la banda sonora de la película documental "El hombre congelado" dirigida por Carolina Campo (2015)
- Docente de música 1 y 2 en la Escuela Nacional de danza contemporánea (2015)
- Declarada Mujer de la cultura por el departamento de cultura de la intendencia de Montevideo (2015)
- Ganadora del fondo concursable para la cultura seleccionada en la categoría música, gira al exterior "Calle" (2015)
- Distinción por su participación en la música otorgada por We producciones (2015)
- Gira Nacional en centros MEC del país junto a Max Capote "Música sin frenos: entrenamiento vocal y producción musical" Ministerio de educación y cultura (2016)
- "Taller de gestión de proyectos escénicos" organizado por las Escuelas de Formación Artísticas del SODRE dictado por Martín Inthamoussu (2016)
- Lectoescritura musical: Teoría musical. mentor Miguel Marozzi (2016)
- Jurado de los premios nacionales de música en la categoría tango, dirección nacional de cultura (2016)
- Jurado en la categoría de música del Fondo de Estímulo a la Formación y Creación Artística. Ministerio de educación y cultura (2016)
- "El movimiento del sonido vocal" Profesora Ana Corti encargada de curso grado 3 de sensibilización corporal Udelar (2016)
- Word Voice Expo Teachers - Modern Vocal Training (2022)
- Estill Voice Training "Fundamentos para guiar a un cantante sobre Estill Voice Training International y resonance shaping" mentor Diego Imperiale (2022)
- Level 1 Estill Voice Training "Figures for voice control" mentor Alejandro Saorin Martinez (2022)
- Level 2 Estill Voice Training "Figure convinations for six voice qualities" mentor Alejandro Saorin Martinez (2022)
- Host de "Curso introductorio Estill Voice Training" mentor Diego Imperiale (2022)
- Integrante del equipo docente como entrenadora vocal de "Plataforma violeta" Centro cultural Florencio Sánchez (2023)
- "Ejercicios de tracto vocal semiocluído: uso en la pedagogía vocal" Dr. Marcos Guzmán (2023)
- "Tercer simposio iberoamericano de canto contemporáneo" Liga Iberoamericana de Pedagogía Vocal. Director Ariel Coelho (2023)
- Vocal coach en la primera edición de La voz Kids Uruguay, programa emitido por Canal 10 (2023)
- Jurado de la Movida Joven en la categoría música junto a Diego Drexler. Intendencia de Montevideo (2023)
- "Primer simposio Voxsoulmetria" UNIACEV - CEO Ariel Coelho (2023)
- "Jornada de conferencias de laringología" Voice Fundation Chapter Mexico (2024)
- "Jornada conferencia Rehabilitación Vocal" The Voice Foundation chapter México. Dr Carlos Manzano, Dr. Fermín Zabiaur. (2024)
- Ponente invitada en el "Primer simposio iberoamericano de Voxsoulmetria" UNIACEV - CEO Ariel Coelho (2024) Tema a desarrollar, el canto como expresión de la psique: reflexiones filosófico pedagógicas.

## Discografía

#### Con La Tabaré
- Que te recontra (Ayuí / Tacuabé 1999)
- Sopita de gansos (Ayuí / Tacuabé 2002)
- Archivoteca... (Ayuí / Tacuabé 2003)
- 18 años vivos (Ayuí / Tacuabé-Zaff Records en Argentina- 2004)
- Chapa, pintura, lifting (Bizarro Records 2006)

#### Como solista
- Paquetito de tangos (Vivo, Bizarro Records, 2007)
- Perra (2010)
- Calle (2013)
- Tríptica (Vivo Teatro Solís, 2015)
- Disco de oro Paquetito de tangos en vivo (Bizarro Records, 2017)
- Maldigo (Montevideo Music Group, 2019)